# جميلة (بنقردان)
جميلة : هي قرية وعمادة تونسية تابعة لمعتمدية بنقردان، تبعد قرابة 4 كلم على وسط مدينة بنقردان وتبلغ مساحتها 155 كلم مربع، بلغ عدد سكانها 6,173 نسمة حسب آخر إحصائيات سنة 2014.
• جغرافيا : تحظى هذه المنطقة بموقع استراتييجي هام حيث تمر الطريق السيارة رقم 1 (تونس) A1 الرابطة بين تونس و رأس جدير عليها بمسافة تبلغ 27 كلم كما تجتاز أراضيها الطريق الوطنية رقم 1 (تونس) RN1 تونس-رأس جدير بطول مسافة يبلغ 32 كلم مما يجعلها الوجهة الأولى التي يتعرض لها المسافرين المجتازين لمعبر رأس جدير الحدودي في التراب التونسي.
• التركيبة السكانية : تمتاز التركيبة السكانية لعمادة جميلة بتنوع القبائل الساكنة لها حيث نجد التوازين الذين يمثلون الغالبية و بصفة أقل الجليدات و الربايع ما يضفي ثراء ثقافي و تلاقح اجتماعي يعكس قيم و موروث الجنوب التونسي.
• الاقتصاد: يقتات معظم سكان جميلة من النشاط التجاري الحدودي بمعبر رأس جدير سواء كان في التجارة البينية وإما من خلال سوق طريق راس جدير: توجد على  الطريق الوطنية رقم 1 (تونس) الرابطة بين بنقردان وراس جدير وتمتد السوق على مسافة 2 كلم تقريباً وتضم المحلات التجارية على جانبي الطريق التي تتميز بأسعرها المنخفضة مقارنة ببقية الجهات ما يجعلها قبلة للمتسووقين من كافة أنحاء الجمهورية التونسية فيما يشتغل باقي أفراد الطبقة الناشطة موظفين في هياكل الإدارية (تعليم ، أمن ، إدارة ...) أو المؤسسات الخاصة كشركة كاب قرطاج "Cap Carthage" لتعليب التونه أو شركة ملح تونس "Tunisel" لاستخراج و استغلال الملح و إما في الأنشطة الفلاحية (فلاحة الزياتين ، رعي الإبل و الغنم ...)

• المقرات و المؤسسات : تتواجد بمنطقة جميلة جملة من المؤسسات الإدارية مثل البريد التونسي ممثلا بمكتب بريد جميلة  و رمزه 4193 و كما نجد المسلخ البلدي الذي تجاوره السوق الأسبوعية للمواشي ما يحفز الحركية الاقتصادية بالمنطقة فضلا عن ذلك نجد مقر شركة "Cap Carthage" علاوة عن مقر شركة ملح تونس "Tunisel" المتمركز في "سبخة العذيبات" إضافة إلى المنتجع الصحي الوحيد بالمنطقة و هو مستوصف جميلة الذي يؤمن بعض الخدمات الصحية كالتلاقيح الدورية للرضع و الأطفال و بعض العيادات الدورية.
• الثروات الطبيعية  : تمتع منطقة بجملة من الثروات الطبيعية الهائلة كالسبخ الواقعة جنوب المنطقة كسبخة العذيبات و سبخة منيخة اللاتي يمثلن ثروة من هامة الملح الخام الذي يستخدم كمواد خام في الصناعات الكيميائية وتكرير الملح ، بينما ملح إذابة الجليد يُستعمل لإزالة الثلوج على الطرقات في المناطق الباردة، في حين يُستخدم ملح الطعام في الطهي والحفظ لتعزيز النكهة إضافة إلى مساحات ممتدة لغابات الزياتين أو ما يمسى بهنشير و ينطلق موسم الحصاد في جميلة في غرة نوفمبر علاوة عن ثروة حيوانية هامة ممثلة في الإبل والغنم التي ترتع في المرعى الجنوبي للمنطقة.
• أحداث و وقائع كبرى  : لم تسلم منطقة جميلة هي الأخرى من أحداث 7 مارس الإرهابية ، حيث طالت النزاعات المسلحة نطاقها إلا أنها لم تحقق خسائر بشرية أو مادية تذكر وأما على الصعيد الإنساني تفردت هذه المنطقة باحتضان مخيم الشوشة الذي يقع في الجنوب الشرقي لتونس بالقرب من معبر رأس جدير على الحدود مع ليبيا ويبعد المخيم حوالي 5 كلم عن المعبر و12 كم عن مدينة بنقردان استقبل المخيم لاجئين من عدة جنسيات، بما في ذلك الليبيون الذين فروا من النزاع في بلادهم، و السوريون الهاربون من لحرب الأهلية، بالإضافة إلى لاجئين أفارقة مثل النيجيريين، والإريتريين، والصوماليين نتيجة الأزمات في بلدانهم ، كما زار المخيم عدد من الشخصيات الإنسانية الدولية التي قدمت الدعم والمساعدات، مثل أنطونيو غوتيريش، الأمين العام للأمم المتحدة، وأنتونيو فيتورينو، مدير منظمة الهجرة الدولية (IOM)، إلى جانب ممثلين من المفوضية السامية للأمم المتحدة لشؤون اللاجئين (UNHCR) إضافة إلى سفيرة  الأمم المتحدة الممثلة الأمريكية أنجلينا جولي.
• الشؤؤن الدينية  : يدين جل سكان عمادة جميلة ديانة الإسلام على المذهب  المالكي و هاته أبرز قائمة المساجد المتواجدة بها : 
1. جامع أبي بكر الصديق
2. جامع البركة
3. جامع الرحمة
4. جامع الزكرة الكبير
5. جامع عثمان بن عفان حي الشارة
6. جامع فاطمة الزهراء
كما تتواجد عدة أضرحة و زوايا للأولياء الصالحين التي تعكس الموروث الصوفي الديني لهاته المنطقة ( زاوية لالة خولة ، فاسڤية لالة خولة ...)
الشؤون التعليمية : بعد أن سنت البلاد التونسية قانون إجبارية التعليم للأطفال التونسيين ، تأسست عدة مؤسسات تربوية و تعليمية أولها المدرسة الابتدائية جميلة الڤديمة التي تأسست منذ سنة 1958 أي إبان الاستقلال بسنتين 
و هاته المؤسسات التربوية التمركزة بالمنطقة : 
- المدارس الابتدائية :

1. المدرسة الابتدائية إبن الهيثم 
2. المدرسة الابتدائية حي الشارة
3. المدرسة الابتدائية جميلة الجديدة
4. المدرسة الابتدائية جميلة الڤديمة 
5. المدرسة الابتدائية جميلة الوسطى
- المعاهد الاعدادية و الثانوية :

1. المعهد الاعدادي إبن أبي ضياف
2. المعهد الثانوي إبن خلدون.
المنشأت الثقافية و المهرجانات : تمثل دار الشباب بجميلة المتنفس الوحيد لأطفال و شباب المنطقة حيث تحتوي على ملعب معشب اصطناعي يحتضن الدورات الأسبوعية لكرة إضافة إلى جناح الرياضات الفردية الذي تستغله مجموعات ونوادي الرياضات الفردية و كذلك نجد جناح آخر للرياضات الإلكترونية ما يذكر بأن المنطقة تعزى للبنى التحتية الثقافية كالمكاتب العمومية و دور الثقافة التي يطالب بها سكان المنطقة لكي تحمي أولادهم من خطر الإدمان و الإنقطاع عن الدراسةوكما تحيي جميلة سنويا مهرجان ضو الأطرش  للشعر الشعبي الذي يعتبر جزء من تاريخ وذاكرة المنطقة.
```
2014
[
1
]
```

### مواضيع ذات علاقة
- معتمدية بنقردان.
- ولاية مدنين.